# نامزد (فیلم ۱۹۶۴)
«نامزد» (انگلیسی: The Candidate (1964 film)) یک فیلم است. از بازیگران آن می‌توان به میمی وان دورن و تد نایت اشاره کرد.